# Frank Bellamy
Frank Bellamy (Kettering, 21 mei 1917 - 5 juli 1976) was een Britse striptekenaar die vooral bekend werd door zijn werk voor het Eagle stripblad waarin onder meer zijn Dan Dare (Daan Durf) strip. In Nederland werd hij bekend door zijn vele Thunderbirds stripavonturen in het blad TV2000. Frank Bellamy innoveerde het stripverhaal door zich niet veel aan te trekken van de traditionele stripplaatjesvakken - zijn plaatjes waren onregelmatig van vorm en ongelijk groot, spreidden zich vaak over twee pagina's uit waardoor een zeer dynamische vormgeving ontstond.

## Carrière
Bellamy begon zijn carrière als reclametekenaar in 1933. Tijdens zijn militaire dienst tekende hij militaire voertuigen. Na de Tweede Wereldoorlog ging Bellamy aan de slag bij North Studios, een agentschap dat strips en illustraties leverde aan de krant The Daily Telegraph en bladen als Lilliput en Men only. Zijn eerste strip in Eagle was Commando Gibbs. Een andere vroege strip was Monty Castairs voor Mickey Mouse Weekly. Voor uitgeverij Swift tekende hij in 1954 de strip Swiss Family Robinson en in 1955 King Arthur en Robin Hood. In 1956 tekende hij een biografie van Winston Churchill die werd gepubliceerd in Eagle. In 1958 tekende hij The Shepherd King, in 1959 Marco Polo en in 1960 begon hij aan de strip Dan Dare. In 1962 tekende hij Frazer of Africa en tussen 1962 en 1966 Heros the Spartian. Tussen 1967 en 1969 tekende hij de Thunderbirds-strip voor TV Century 21.
Hij begon in 1971 met scenarist Dowling de krantenstrip Garth voor de Daily Mirror. Rond die tijd ontstond het tabloid The Sun (bekend om de naakte vrouwenfoto's op pagina 3) en in de felle concurrentiestrijd ermee liet ook Garth zich niet onbetuigd in sensualiteit.
Frank Bellamy werkte vooral zelfstandig en niet als lid van een tekenstudiogroep. Zijn latere werk omvat ook illustraties voor Dr. Who in het BBC programmablad "Radio Times".

## Boeken
- Een verzameling Doctor Who werk is te vinden in Timeview: The Complete Doctor Who Illustrations of Frank Bellamy, gepubliceerd door Who Dares Publishing in 1985.

- International Standard Name Identifier: 0000 0000 3698 3994
- Library of Congress Control Number: n2007057414
- Istituto Centrale per il Catalogo Unico: UBOV057217
- SNAC: w6nk6k9x
- Virtual International Authority File: 75768843
- WorldCat: E39PBJk8Yv8Kqb3VmFQxfYxhpP